# 列奇恰尼
49°49′49″N 23°35′31″E / 49.83028°N 23.59194°E
列奇恰尼（烏克蘭語：Речичани），是烏克蘭的村落，隸屬利沃夫州利維夫區，面積14.06平方公里，海拔高度283米，2001年人口578，人口密度每平方公里41.11人。